# TRU廃棄物
TRU廃棄物（TRUはいきぶつ、英: TRans-Uranic waste）とは、原子番号がウランの92番よりあとの元素を構成する核種（超ウラン元素）を含む放射性廃棄物を言う。
日本においては、TRU廃棄物のうちの長寿命放射性核種を多く含む廃棄物は、高レベル放射性廃棄物同様に地層処分されることとなっており、放射能の強さに応じて適切な深度への処分が行われる計画である。

## 概要
MOX（Mixed Oxide：混合酸化物）燃料加工や使用済み核燃料再処理の運転・保守の結果発生する廃棄物は、超ウラン元素（TRU：TRans-Uranium）で汚染されていることが特徴である。これら廃棄物はいわゆる低レベル放射性廃棄物に分類されるが、長期間の隔離を要するなどの特異な性格を持つことからTRU廃棄物（TRans-Uranic waste）と呼ばれ、区別される。。
高レベル放射性廃棄物とは異なり、超ウラン元素を含むTRU廃棄物は、化学形態、放射能濃度も様々である。そのため、原子炉等規制法及びその施行令により、核種毎の放射能濃度により、
- 第1種放射性廃棄物（炭素14が10PBq/t以上、塩素36が10TBq/t以上、テクネチウム99が100TBq/t以上、ヨウ素129が1TBq/t以上、α線放出核種が100GBq/t以上のうちのいずれかの条件を満たすもの）、
- 第2種放射性廃棄物（炭素14が87TBq/t以上、塩素36が96GBq/t以上、Tc99が1.1TBq/t以上、ヨウ素129が6.7GBq/t以上、α線放出核種が8.3GBq/t以上のうちのいずれかの条件を満たすもの）、
- それ以外

に分類され、分類に応じた処分がなされることとされている。

## TRU廃棄物の処分
日本においては、TRU廃棄物（正式名称：長半減期低発熱放射性廃棄物）は高レベル放射性廃棄物同様に地層処分（第一種廃棄物埋設施設にて処分）されることとなっている。

### 日本におけるTRU廃棄物の処分に向けた動き
平成12年3月（2000年）
電気事業連合会と旧核燃料サイクル開発機構は、TRU廃棄物の処分について「TRU廃棄物処分概念検討書」（以下、第一次TRUレポートという）を取りまとめた。
同年4月
原子力委員会は、上記第一次TRUレポートを評価した上で取りまとめた「超ウラン核種を含む放射性廃棄物の処理処分の基本的考え方について」を決定し、TRU廃棄物の処分の安全を確保することが可能との考えを示し、処分に際してのいくつかの課題を提示した。
平成17年9月（2005年）
電気事業連合会と旧核燃料サイクル開発機構は、上記課題に取り組み、高レベル放射性廃棄物の地層処分に関する研究成果も活用して「TRU廃棄物処分技術検討書-第2次TRU廃棄物処分研究開発取りまとめ-」（以下、第二次TRUレポートという）を作成公表した。
同年10月
原子力委員会は、原子力政策大綱を決定し、TRU廃棄物の高レベル放射性廃棄物との併置処分などの検討を進める旨を示した。
平成18年（2006年）
原子力委員会の長半減期低発熱放射性廃棄物処分技術検討会は、上記検討課題について第二次TRUレポートに示された技術的知見などを元に「長半減期低発熱放射性廃棄物の地層処分の基本的考え方-高レベル放射性廃棄物との併置処分等の技術的成立性-」を取りまとめた。